# Fright Night (datorspel)
Fright Night är ett datorspel från 1988 till Amiga gjort av Microdeal med musik av David Whittaker som bygger på filmen Skräcknatten.
Man spelar som vampyren Jerry Dandrige som är vaken tolv timmar från solnedgången fram till klockan 6 när solen går upp. Under flera nätter ska man bita och suga blodet på de personer som finns i huset för att på så vis producera fler vampyrer. Man ska göra det med alla som finns i huset, annars blir man fastnaglad med en träpåle genom hjärtat i botten på sin kista.